# Diosponto
Con la riforma territoriale e amministrativa fatta dall'imperatore romano Diocleziano le province di Bitinia e Ponto furono divise in quelle di Bitinia, Paflagonia e Diosponto (Diocesi Pontica). L'area del Diosponto si estendeva sulla costa orientale del Mar Nero fino alla città di Sinope. In seguito l'imperatore Costantino ampliò la provincia, che da sua madre Elena prese il nome di Ellesponto.